# Castello di Cirey
Il castello di Cirey si trova in Francia nella cittadina di Cirey-sur-Blaise nel dipartimento dell'Alta Marna.
Deve la sua fama a Voltaire che, in fuga a Parigi dopo la pubblicazione, a sua insaputa, delle Lettere filosofiche, vi trovò rifugio dal 1734 al 1749, invitato dalla sua amante, la marchesa Émilie du Châtelet.

## Storia
L'attuale castello fu costruito nel 1643 dal marchese Louis-Jules du Châtelet sul sito di un castello feudale raso al suolo nel 1633.
Quando Voltaire arrivò a Cirey nel 1734, il castello cadeva in rovina. Con l'accordo del marchese Florent-Claude du Châtelet, fece erigere un'ala aggiuntiva, adornata da un magnifico portale esterno scolpito su disegno dello scrittore (decorazione marina composta da conchiglie e due volti di Nettuno, uno sveglio e l'altro addormentato).
Nel 1737 Voltaire ordinò a Parigi molte attrezzature scientifiche e ingaggiò un chimico come assistente. Françoise de Graffigny nel 1738, seduta a pranzo nella galleria di Voltaire, poteva vedere i globi e gli strumenti scientifici che lui usava per i suoi esperimenti.
Prima dell'arrivo di Voltaire, esisteva solo l'ala destra (mattoni e pietra), in stile Luigi XIII, i cui tetti sono i più alti. Il padiglione Luigi XIII doveva sembrare "una piccola Versailles", così vi costruì un teatro.
I successivi lavori di restauro, ad opera degli attuali proprietari, l'hanno riportato al suo antico splendore: sipario in strisce di tessuto cucite, dipinto di blu con trompe-l'œil e panchine. Questa stanza è tanto più notevole perché questo è uno dei pochi esempi di teatri privati francesi risalenti al XVIII secolo.
La cappella fu costruita nel 1855 e decorata per la famiglia Damas da Menissier con dipinti raffiguranti la vita di San Carlo Borromeo.

## Residenza privata
Cirey è una residenza privata che i suoi proprietari aprono al pubblico per le visite. Le parti della casa risalenti al XVII e XVIII secolo; la sala del biliardo, la sala da pranzo e il teatro progettato da Voltaire sono stati classificati monumento storico il 21 settembre 1981, così come il vestibolo d'ingresso, la scala e le altre parti a volta, il 9 settembre 2002.
La cappella e l'ala del XIX secolo sono state elencate nell'inventario supplementare dei MH il 21 settembre 1981, poi le cantine, la frutteria, la stalla e la selleria, i fabbricati agricoli tra cui fienile, pollaio, porcilaia, colombaia, canile, le case dei pastori e contadini, tutto il parco e le sue varie strutture (padiglioni, chalet, passerella sul laghetto, belvedere) nonché la ghiacciaia, il lavatoio e la sua conca, l'orangerie, gli alloggi e la sala della vecchia fucina, sono stati aggiunti il 26 dicembre 2001.

## Il castello nei media
Un team del programma Secrets d'Histoire ha girato diverse sequenze al castello come parte di un numero dedicato a Voltaire, intitolato Voltaire o la libertà di pensare, in onda l'11 luglio 2019 su France 2..